# 259 (số)
259 (hai trăm năm mươi chín) là một số tự nhiên ngay sau 258 và ngay trước 260.